# Regina (keresztnév)
A Regina női név késő latin eredetű, jelentése királynő. A keresztény névadásban Máriára, a mennyek királynőjére utal. Olasz és román megfelelője azonos írásképű és jelentésű.

## Rokon nevek
Annaregina, Gina

## Gyakorisága
Az 1990-es években igen gyakori név, a 2000-es években a 31-52. leggyakoribb női név.

## Névnap
- szeptember 7.[2]
- Április 24.

## Híres Reginák
- Regina, Nagy Károly 8. századi francia ágyasa
- Dukai Regina (sz.: 1983), énekes
- Regina Hall (sz.: 1970), amerikai színésznő
- Regina King (sz.: 1971), amerikai színésznő
- Regina Spektor (sz.: 1980), orosz-amerikai énekesnő, dalszerző
- Szent Regina, 3. századi francia mártír
- Regina (sz.: 1978), brazil énekesnő

## Biológia
- Regina (kígyó) – Colubridák családja
- Regina (háromkaréjú rák) – Trilobiták családja

## Zene
- Regina – rockegyüttes
- Regina – Marc Blitzstein operája, 1948